# Pholeomyia prominens
Pholeomyia prominens är en tvåvingeart som först beskrevs av Becker 1907.  Pholeomyia prominens ingår i släktet Pholeomyia och familjen sprickflugor. Inga underarter finns listade i Catalogue of Life.